# Otto Ambros
Otto Ambros (Weiden in der Oberpfalz, 19 mei 1901 - Mannheim, 23 juli 1990) was een Duitse chemicus en veroordeelde oorlogsmisdadiger.
Na zijn promotie bij Nobelprijswinnaar Richard Willstätter werkte hij vanaf 1936 bij IG Farben, waar hij zich onder meer bezighield met chemische oorlogsvoering. Hij is de ontdekker van sarin en soman. In 1937 werd hij lid van de NSDAP. In 1944 kreeg hij het Ridderkruis van het Kruis voor Oorlogsverdienste. 
Hij kreeg de leiding van de chemische fabriek in Dyhernfurth, waar sarin en soman werd geproduceerd, en van de fabriek in Gendorf, waar mosterdgas werd gemaakt. In 1948 kreeg hij in het IG Farbenproces in Neurenberg acht jaar als hoofdverantwoordelijke voor het kamp Auschwitz-Monowitz en het inzetten van dwangarbeiders. Hiervan zat hij er maar een paar jaar uit: in 1952 werd hij vroegtijdig vrijgelaten. 
Daarna werkte hij bij verschillende firma's, waaronder Chemie Grünenthal, producent van thalidomide, Knoll en Telefunken. Hij was ook adviseur van onder meer bondskanselier Konrad Adenauer.

## Lidmaatschapsnummer
- NSDAP-nr.: 6 099 289 (lid geworden 1 mei 1937)[1]

## Onderscheidingen
- Ridderkruis van het Kruis voor Oorlogsverdienste[1] op 10 februari 1944[2]
- Kruis voor Oorlogsverdienste, 1e Klasse  en 2e Klasse met Zwaarden[2][1]